# 自動火災報知設備

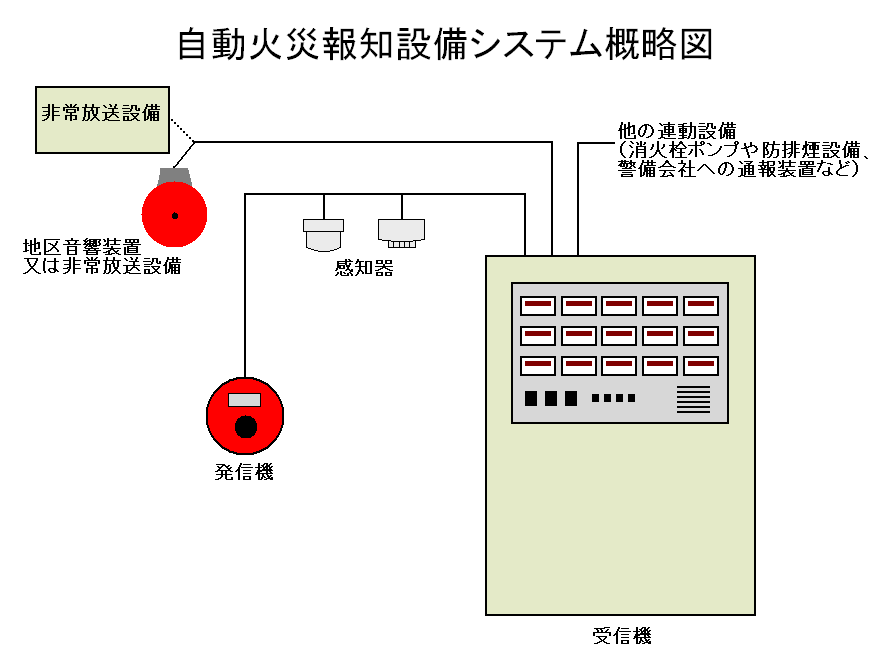
自動火災報知設備のシステム概略図

自動火災報知設備（じどうかさいほうちせつび）は、感知器を用いて火災により発生する熱や煙を自動的に検知し、受信機、音響装置（ベル）を鳴動させて建物内に報知することにより、避難と初期消火活動を促す設備である。日本では消防用設備、火災報知機の一種であり消防法と条例により、一定面積以上の建物や店舗がある雑居ビル・重要文化財などの防火対象物に設置が義務付けられている。略称で「自火報（じかほう）設備」とも呼ばれる。

## システム種別
ここでは日本の総務省消防庁が省令「受信機に係る技術上の規格を定める省令」に定めている内の主要な分類を挙げる。

### P型(Proprietary-type)

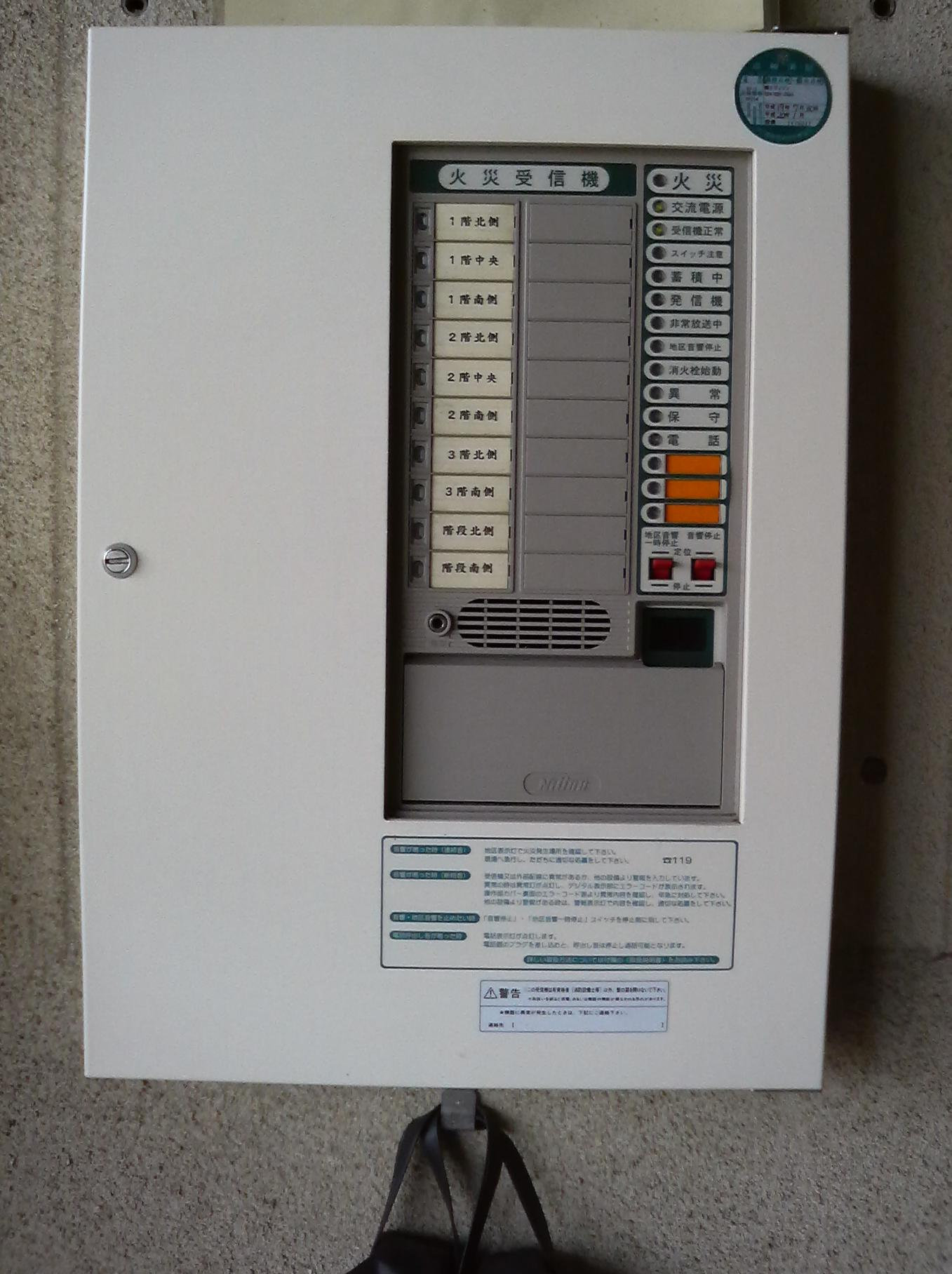
P型1級受信機（10回線）

感知器や発信機の電気的な接点が閉じ、電流が流れることにより火災信号を受信するシステム。規模と機能によりP型1級とP型2級及びP型3級がある。また近年では、アドレス式感知器と従来の接点式感知器を同一回線内に混在させ、接点式の感知器が発報した際は回線単位での火災表示、アドレス式感知器が発報した際は個々の感知器のアドレスを表示するといった、R型とのハイブリッド仕様ともいえる受信機も登場しているが、法規上はP型受信機に分類される。
受信機のパネルに回線（警戒区域）の数だけ表示窓（地区窓）が並び、ランプ（地区灯）が点灯する事により火災の発生場所（警戒区域）を特定する。受信機〜感知器、発信機間の配線は回線数（建物の規模）に応じて本数が増える。
P型1級
回線数の制限はなく、受信機と発信機の間に保守点検用の電話（自火報電話）機能と配線の断線を自動的に検出する断線監視機能を持つもの。
P型2級
回線数5回線までの小規模建築物用。自火報電話機能はない。断線監視機能は持たずに、発信機または押しボタンスイッチ（回路試験器）による導通試験としても良いとされているが、実際にはP型1級と同様の断線監視機能を持つ製品が多い。
P型3級
回線数は1回線のみで、火災表示の保持機能や予備電源、地区音響装置の接続といった、P型1級及び2級に必須の機能は省略し、主音響装置と交流電源表示灯、火災試験スイッチを最低限備えていれば良い事となっている。但し、設置できるのは延べ面積150平米以下の防火対象物に限られることから本受信機を単体で用いるケースは少なく、総務省令第40号の特例が適用される共同住宅の居室内インターホン親機に組み込まれた形で使用される事が多い。

### R型(Record-type)

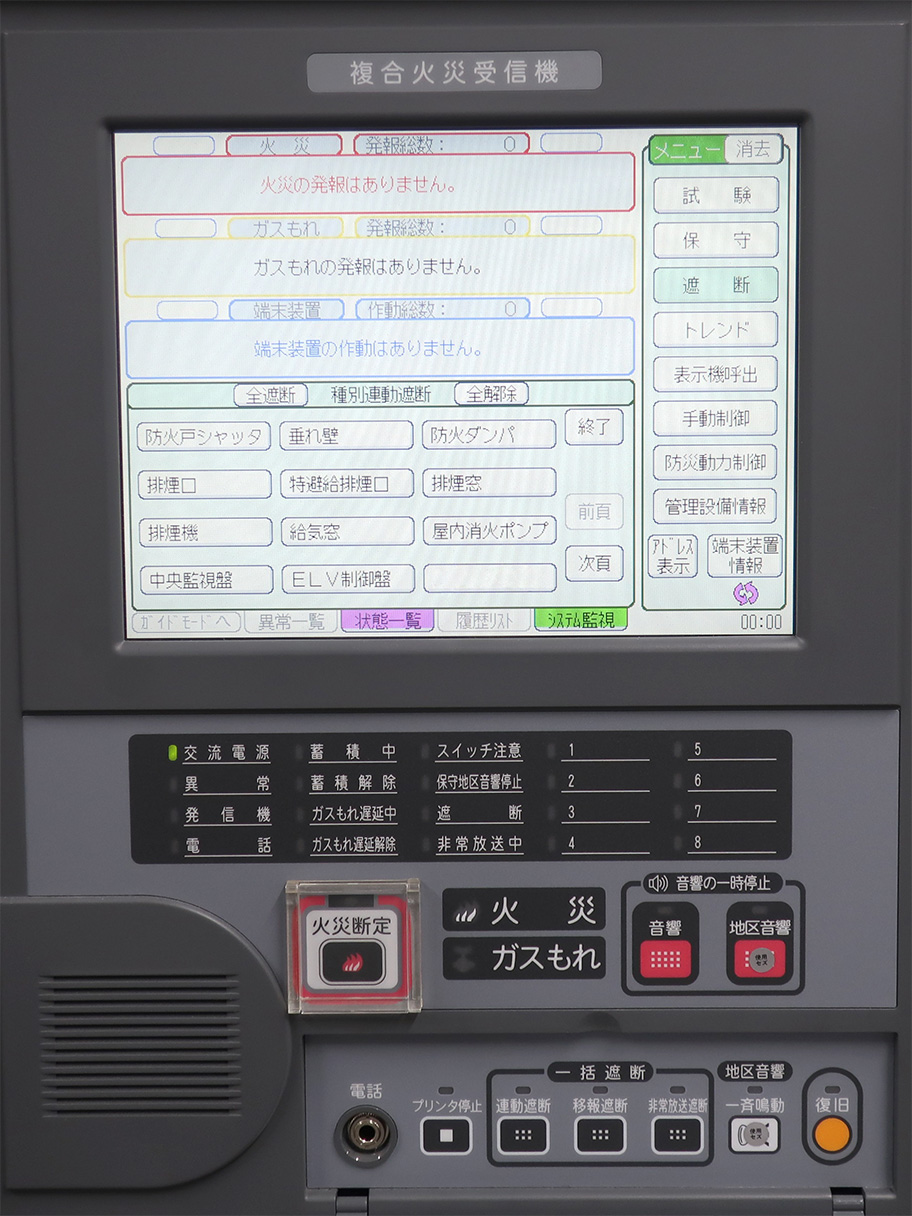
GR型受信機

感知器や発信機に固有番号（アドレス）を設定し、伝送信号（通信）により火災信号を受信するシステム。
警戒区域が増えても一定の配線本数で対応できる事と、固有番号（アドレス）で火災の発生場所をきめ細かく特定できることから、大規模な建物に適している。受信機のパネルには地区窓ではなく液晶などの表示装置が設けられ、文字情報で火災の発生場所などを表示するものが一般的。P型とは違いプリンター機能がついている。
なお、ガス漏れを検知して知らせるガス漏れ火災警報設備はG型受信機と規定され、P型受信機やR型受信機と統合したものはそれぞれGP型受信機、GR型受信機と呼称される。

## 構成機器と種別

### 受信機
建物の防災センターや管理室などに設置される。
感知器や発信機からの火災信号を受信し、主音響（ブザー）と地区表示により、火災の発生とその場所を管理者に知らせるとともに、建物内に設置された地区音響装置（ベル）を鳴動させ、避難と初期消火活動を促す装置である。
さらに、火災信号を受け、屋内消火栓のポンプを始動する、防排煙設備の防火扉や防火シャッター等を制御する、通報装置と連動し警備会社や消防署へ自動通報する等、他設備と連動するための信号も出力する。
システム全体に電源を供給する役割も担っており、平常時は商用電源で動作するが、停電に備えて一定時間火災の発生を警戒できるように予備電源（蓄電池）を内蔵している。予備電源には寿命があり、5年前後に1度交換が電池メーカーにより推奨されている。
蓄積機能
感知器から火災信号を受信しても一定時間以上継続しないと発報しない機能。これにより特に煙感知器による非火災報を軽減できる。蓄積式受信機が普及する以前は煙感知器側に蓄積機能をもつものも多くあったが、現在販売されている機器は受信機側に蓄積機能を持つものが主流である。なお、同一システム内で受信機、煙感知器両方に蓄積機能付きを使用してはならない。
再鳴動機能
受信機が発報した際、受信機のスイッチで地区音響を停止しても、火災表示状態で一定時間以上が経過するか、新たな火災信号を受信すれば地区音響停止が自動的に解除され、鳴動状態になる機能。地区音響が止められたままになって、火災報知の遅れにより被害が拡大する危険性を回避するため、1997年5月以降の型式の受信機に実装が義務化された機能である。

### 感知器

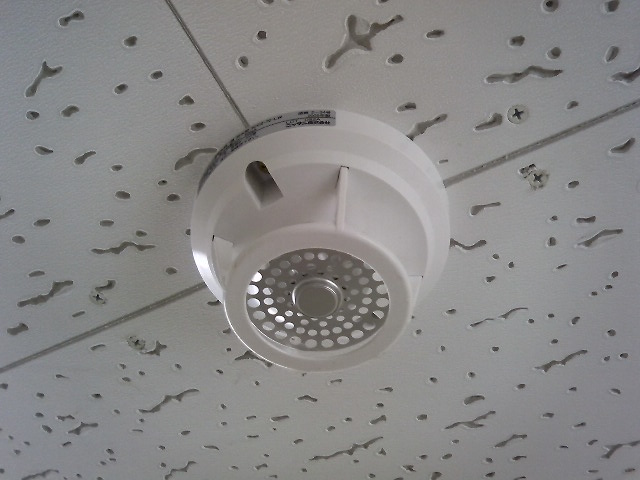
定温式スポット型熱感知器

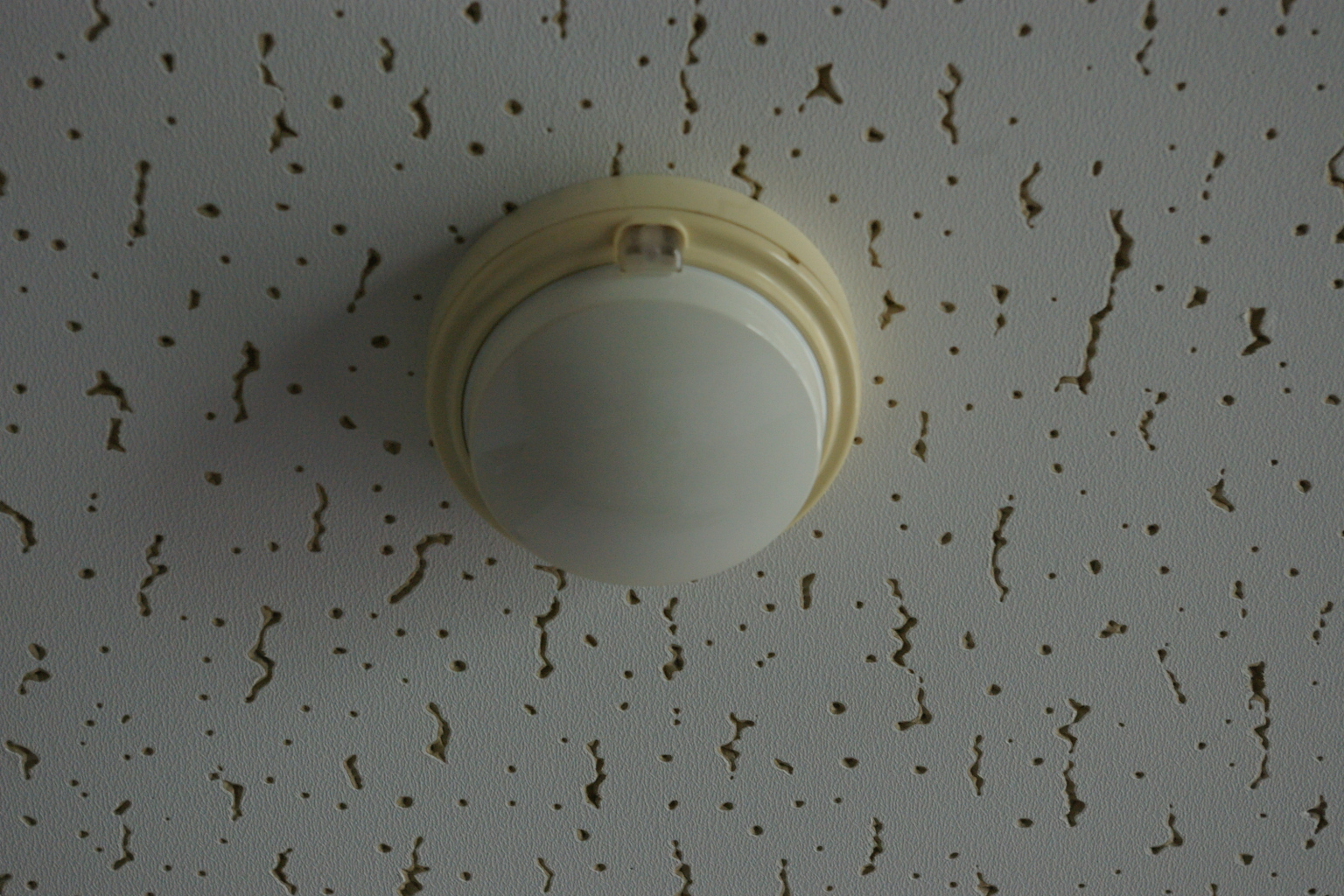
差動式スポット型熱感知器

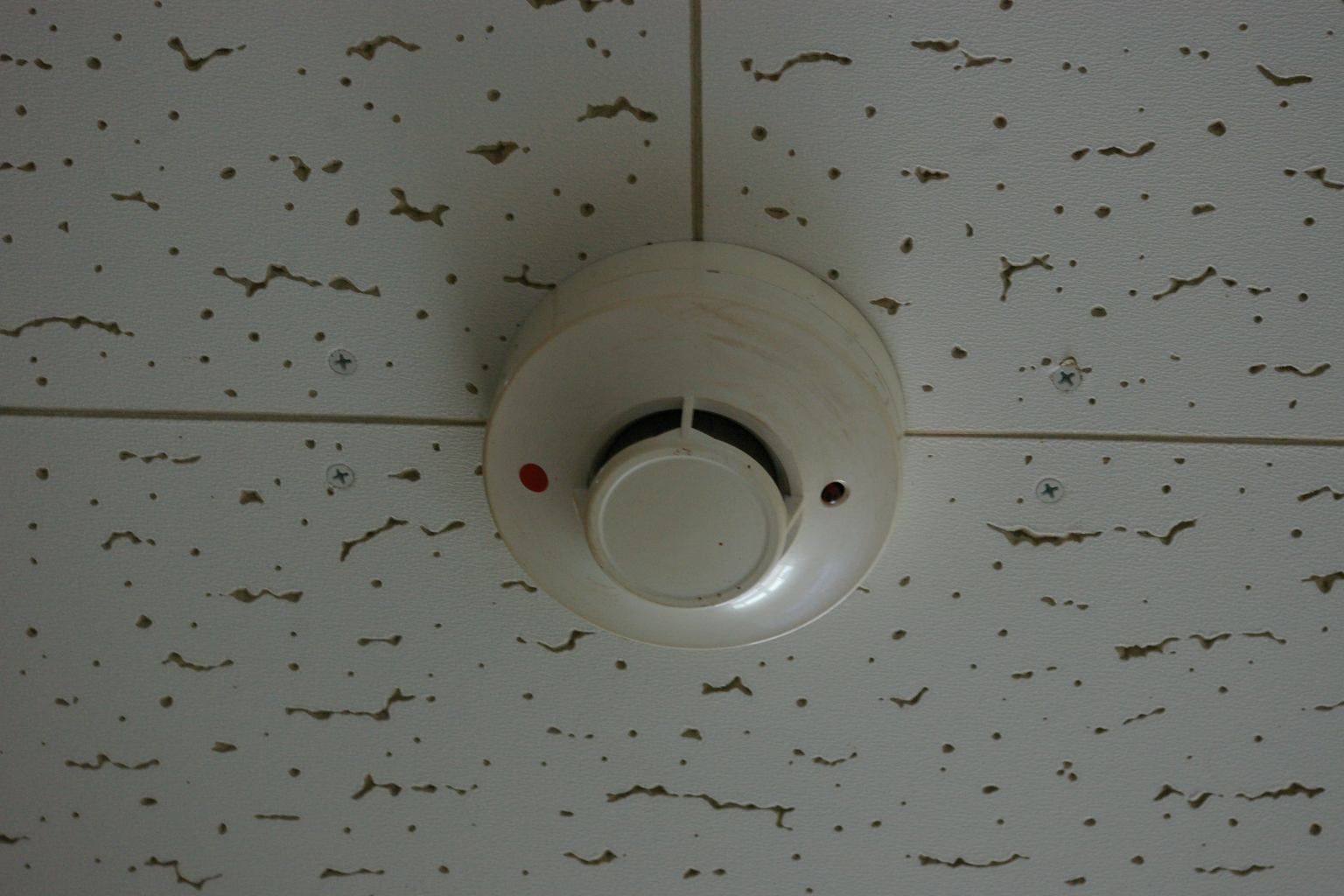
光電式スポット型煙感知器

建物の各警戒区域に設置され、火災の熱、煙、炎を検知し、受信機に信号を送る装置。

#### 熱感知器
火災の熱を検知するもの。
定温式スポット型感知器
一定の温度以上になると発報する。バイメタルが熱で湾曲する特性を利用して機械的に電気接点を閉じることにより発報するバイメタル式が旧来から一般的であるが、高膨張金属の外筒が内部接点を押す方式や、サーミスタを温度検出素子として使用した熱半導体式もある。
差動式スポット型感知器
短時間に温度が変化した場合に発報する。内部の空気室に閉じ込められた空気が熱で急激に膨張することによりダイアフラム（隔膜）が押し上げられ、機械的に電気接点が閉じ、発報するダイアフラム式が一般的。ゆるやかな温度上昇では発報しないよう、空気室から空気を逃がす「リーク孔」と呼ばれる小さな穴が設けられている。定温式同様、サーミスタを使用した熱半導体式、「ゼーベック効果」を利用した熱電対式もある。
差動式分布型感知器
短時間に温度が変化した場合に発報する。感知器本体からループ状に空気管を張り巡らせ、熱によって空気管内の空気が膨張することにより火災を検知するもので、天井が高く面積の広い場所に使用される。空気管の代わりに熱電対や熱半導体素子のいずれかを使用した方式もあり、前者は熱電対式、後者は熱半導体式と呼ばれている。なお、空気管を使用したものは空気管式と呼ばれている。
定温式スポット型感知器および差動式スポット型感知器についてはサーミスタを使用した熱半導体式、差動式スポット型感知器の熱電対式タイプも普及が進んでいる。サーミスタは温度変化に応じて電気抵抗が変化する半導体であり、それにより測定した温度変化を電子回路で解析し、定温式または差動式の動作をさせることができる。環境に影響されにくい安定した性能が特徴である。また、バイメタル式、ダイヤフラム式の熱感知器は発報を示す表示灯が熱を感知している間しか点灯しないのに対し、サーミスタを使用した場合は受信機側で復旧をかけるまで自己保持させることが可能であり、発報した感知器が特定しやすいため、非火災報発生時の対処がより適切に行える。

#### 煙感知器
火災の煙を検知するもの。防火シャッター・防火扉・空調設備の防火ダンパーなどと連動する場合もある。
光電式スポット型感知器
感知器内の発光部から発せられた光が煙の粒子で乱反射し、受光部に当たることで煙を感知する方式。煙感知器の主流。原理的に、煙のみならず湯気でも光の乱反射が起こるので非火災報の要因になるが、2種類の波長の光を組み合わせることで煙と湯気を見分けて湯気による非火災報を抑止した製品もある。
イオン化式スポット型感知器
放射性物質アメリシウム241を用い、放射線の電離作用を利用して煙による電離電流の変化を感知する方式である。他の方式よりも高感度である為、費用対効果に優れている面などから諸外国では主流であるが放射性同位元素装備機器に該当するため、不要になった場合の廃棄の際、注意が必要である。日本火災報知機工業会では製造メーカーまたは日本アイソトープ協会に廃棄を依頼するよう呼びかけている。
光電式分離型感知器
光を発する送光部、光を受ける受光部のセットで構成され、送光部から発する光を煙が遮ることによる受光量の変化を検知し発報する方式。スポット型感知器で対応できない大空間に使用される。

#### 炎感知器
火災の炎を検知するもの。
紫外線式スポット型感知器
炎から放射される炎特有の短波長の紫外線を検出する事により火災を検知する。即応性に優れるが家具の影などで炎が感知エリア外の場合は検出できない。消費電流が他の方式よりも多く、電池での長期間の駆動は困難。
赤外線式スポット型感知器
燃焼に伴い放射される特定の波長域の赤外線を検出する事により火災を検知する。

#### その他
一酸化炭素検出型感知器
一酸化炭素検知式
燃焼に伴って発生する一酸化炭素をセンサーで検出する。換気不足による不完全燃焼等も検知できる。センサーには半導体を用いたタイプや電気化学的な構造のタイプがある。
それぞれの方式に一長一短があるため、複数の方式を組み合わせた複合型が開発されている。

### 発信機

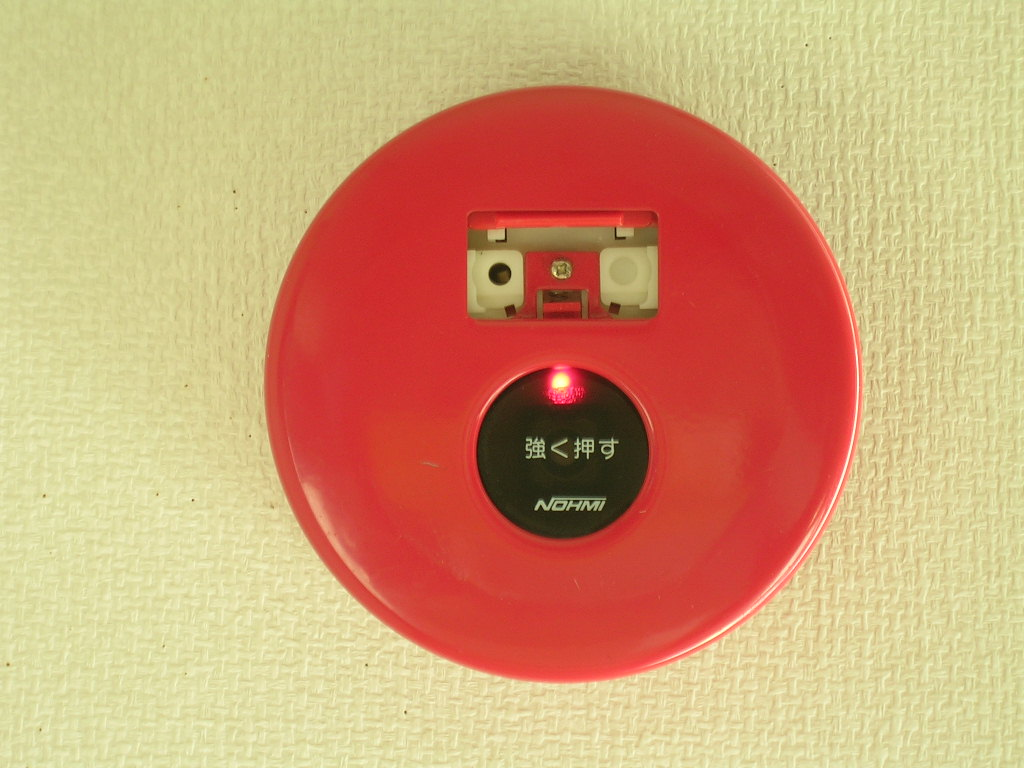
P型1級発信機（発報状態&電話ジャックカバー開放状態）

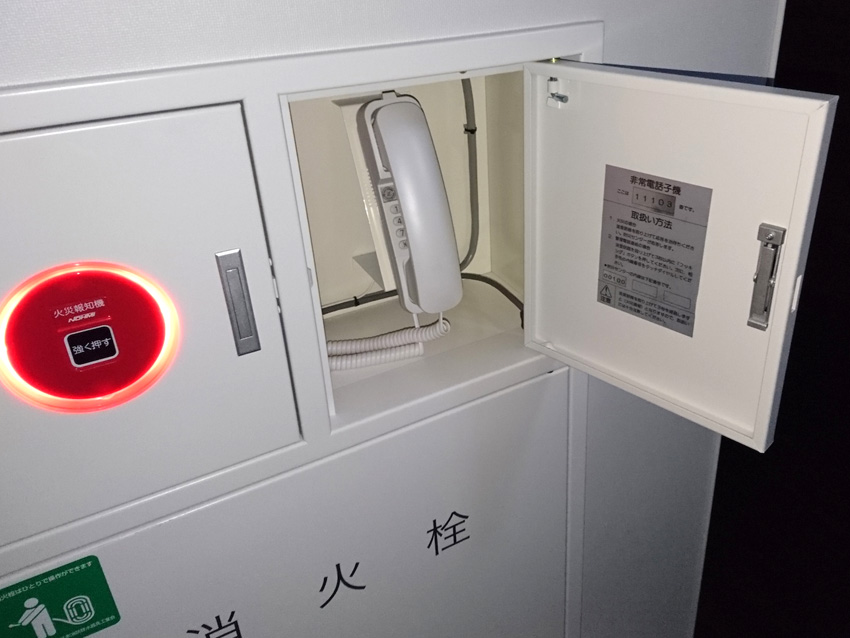
表示灯一体型P型発信機と併設の非常電話（消防法の区分上は放送設備）

人が火災を発見した場合、手動で火災信号を発信する装置。また、従来では発信機の押しボタンの他に、ホース格納部等に消火栓起動ボタンが設置されていたが、近年では機能が統合され、屋内消火栓の消火ポンプを起動するスイッチを兼ねる場合もある。

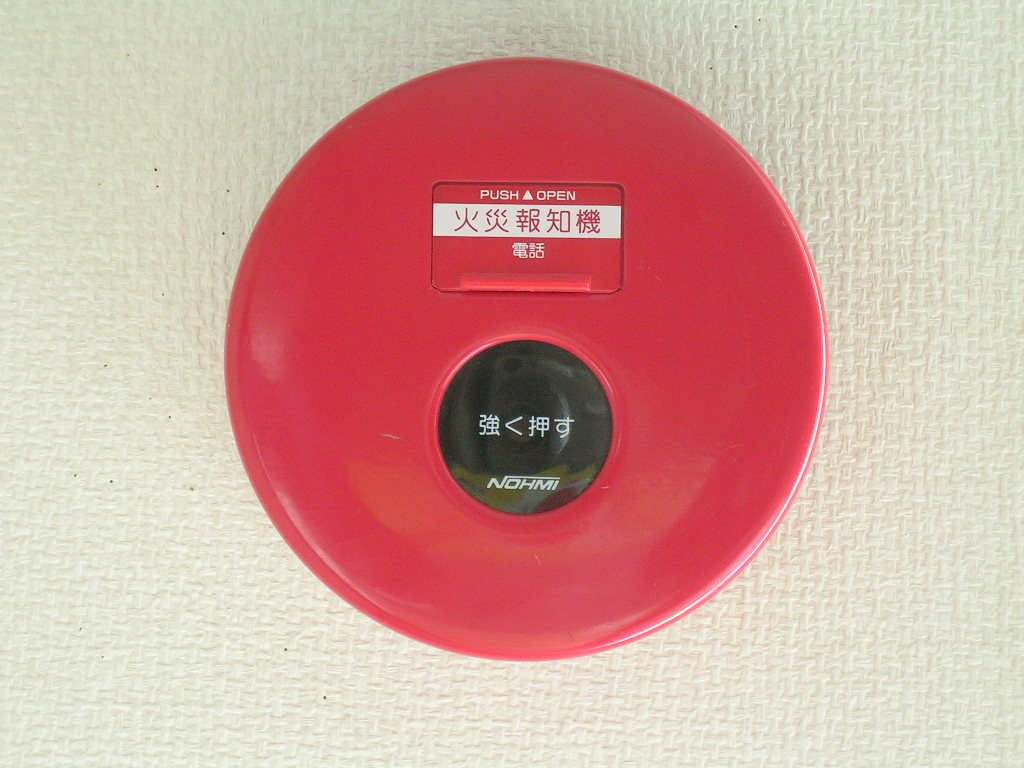
P型1級発信機
押しボタンを押すことによって火災信号を発信するもので、受信機との通話用電話ジャック（下段写真の丸い穴）および信号受報表示ランプ（下段写真で赤く発光しているもの）を備えたもの。通常、R型受信機またはP型1級受信機に接続する。
P型2級発信機
押しボタンを押すことによって火災信号を発信するもので、受信機との通話用電話ジャックおよび受報表示灯を備えていないもの。通常、P型2級受信機に接続する。
T型発信機
送受話器（受信機直通のインターホン）を取り上げることによって火災信号を発信するもので、「非常電話」とも呼ばれる（高速道路上にある非常電話はT型発信機ではない）。発信と同時に受信機と通話が可能で、主に大規模な建物に用いられる。
P型発信機の押しボタンには、火災時以外に誤って押すことを防ぐための保護板が取り付けてある。この保護板はかつてはクラッカープレートが用いられており、悪戯などで押された場合は保護板を新品に交換する必要があった。また点検などで押す場合はネジを外して保護板の取付枠を外す必要があるなど保守点検に難があった。そこで、現在では強く押すことでロック機構を押し外す（カバーが割れずそのままボタンを押す事が出来る）タイプが主流となっている。こちらは復旧レバーを操作するだけで容易に復旧が可能である。
また、前述の通り、自動火災報知設備の受信機においては蓄積機能を有するものがほとんどであり、火災信号が受信されても一定時間以上継続しないと発報しないが、発信機は人が火災を発見して押すものであり、その時点で火災が確定しているため、蓄積機能が作動すると周知や避難に遅れが出てしまう事になる。そのため発信機には蓄積機能をカットするA（アンサー）端子が接続され、発信機の押しボタンを押すと即時に発報するようになっている。その場合、''発信機が押されています''と受信機に表示されるメーカーもある。また、後述の非常用放送設備による放送も、感知器による発報時は「〇階の火災感知器が作動しました。係員が確認しておりますので次の放送にご注意ください。」と放送されるが、発信機による発報時は即時火災放送が放送される。(消防との相談で発報放送の後火災放送移行タイマーが作動せず、発報放送が終わると即時に火災放送に切り替わる場合もある)

### 地区音響装置

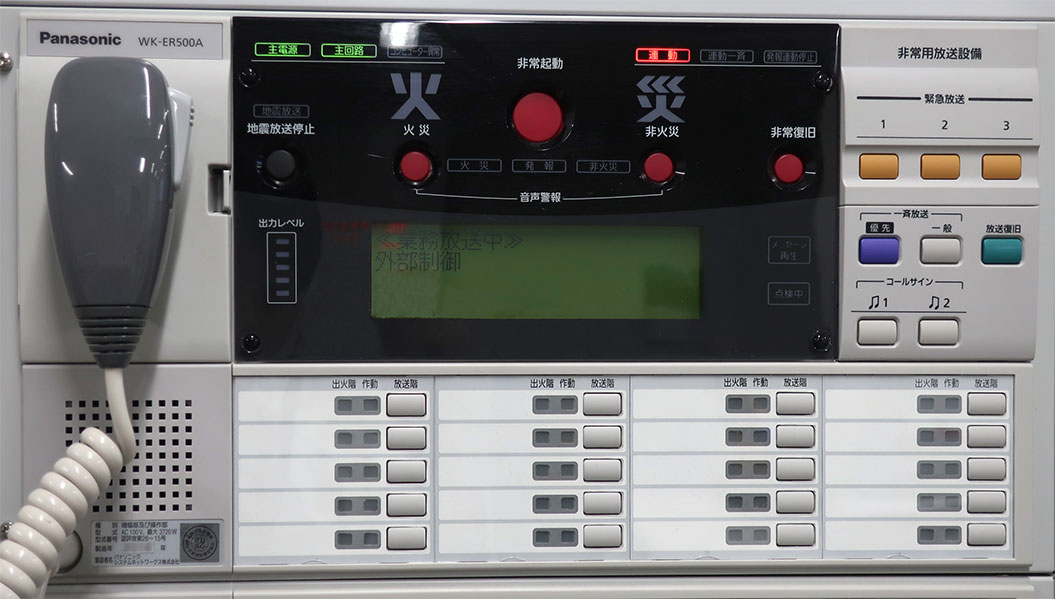
非常放送設備の操作パネル

建物内の各所に配置され、受信機が受信した火災信号を受けて鳴動するベル。建物全体に火災を知らせ、避難と初期消火活動を促す。
なお最近では、音声警報機能を持つ非常放送設備を受信機に連動させ、自動的に音声警報音を放送するシステムで地区音響装置の代用とする例が多い。
非常用放送設備の放送音及び機器性能等は消防法施行規則第二十五条の二 及び消防庁告示第六号（昭和48年2月10日告示）によって基準が定められている。
以下、重要項目の抜粋
- 必要な階ごとに放送できるものであること
- 第一シグナル（ピンポンピンポンピンポンという音）の後に1秒間の無音状態を置き、放送を二回以上繰り返すものであること
- 感知器発報放送は女声によるものとし、自動火災報知設備の感知器が作動した場所と火災発生の確認中である旨の情報又はこれに関連する内容であること
- 火災放送は男声によるものとし、火災が発生した場所、避難誘導及び火災である旨の情報又はこれに関連する内容であること
- 非火災報放送は女声によるものとし、自動火災報知設備の感知器の作動は非火災報であった旨の情報又はこれに関連する内容であること

### 表示灯
発信機や屋内消火栓などの位置を明示するために併設され、常時点灯する赤色ランプ。従来は壁面から突出した三角錐型のカバーに電球またはLED電球が入っている構造が多かった。これは消防法に15°以上の角度から10m離れていても見えなければならないと規定（消防法施工規則第24条8の2の二）されているためであるが、近年はLEDが台頭し、さらに表示部の工夫を行い、前述の規則をクリアできたことから、発信機と一体化して壁面からの突出を無くす、あるいは微小化したものも登場している。
また、従来では表示灯とは別に、ホース格納部に消火ポンプ起動表示灯を備えていたが、消火栓起動リレーの進化により、表示灯を点滅させるという動作ができるようになったため、近年では表示灯が消火ポンプ起動表示灯を兼用する場合がほとんどである。

### 機器収容箱(小型総合盤)

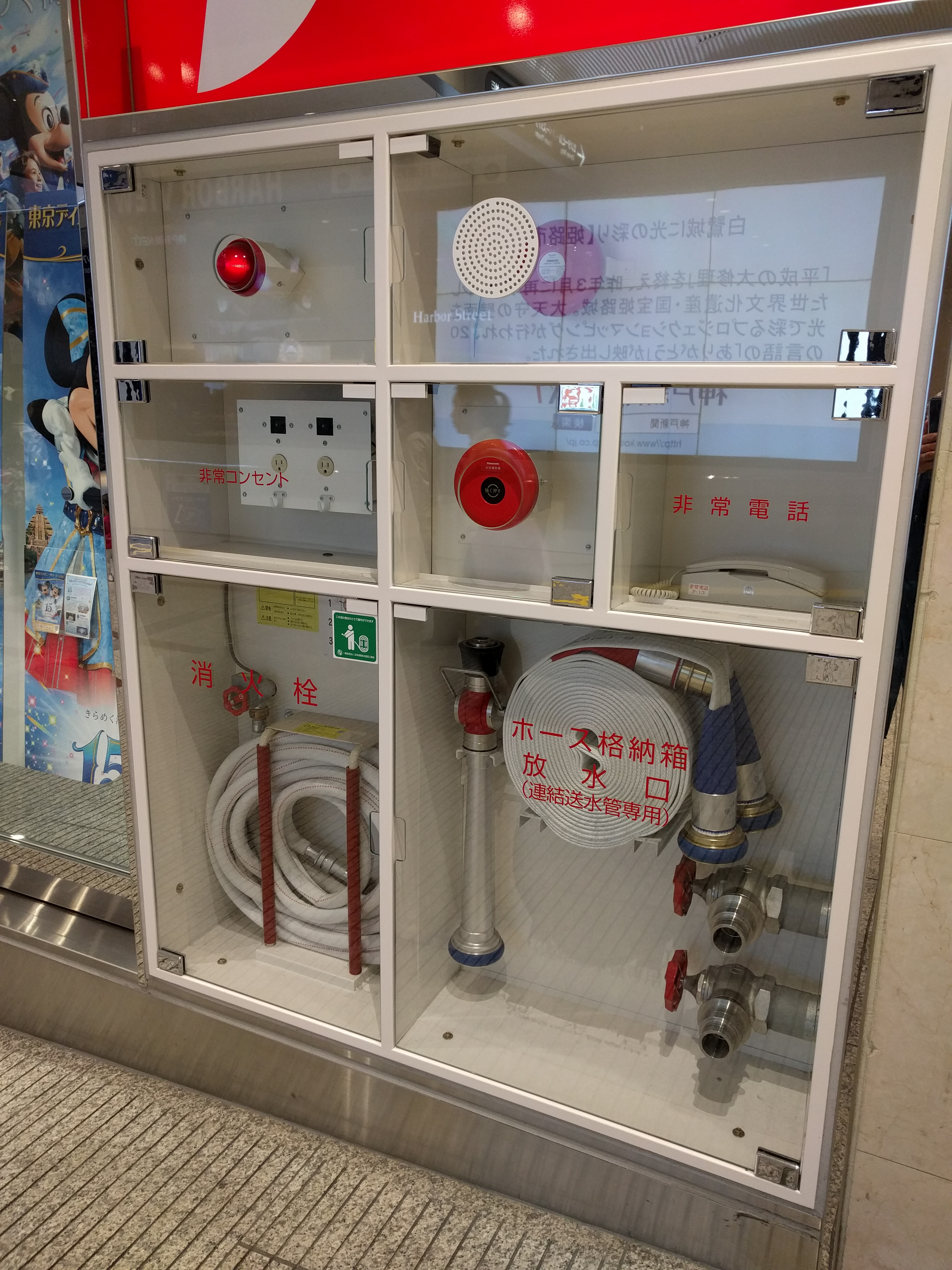
展示用の、透明な機器収容箱

発信機、地区音響装置、表示灯を一つの箱に収容したもの。総合盤とも呼ばれる。屋内消火栓設備のある建物の場合、消火栓箱と一体になっている事が多い。なお、地区音響装置を非常放送設備の音声警報で代用している場合は発信機と表示灯のみとなる。また、差動式分布型感知器の本体や、R型システム用の中継器を収容する場合もある。

### 警報装置・警報機器
主に聴覚障がい者や高齢者に火災が発生したこと（自動火災報知設備が発報したこと）を知らせるための補助装置。設置の義務は無いが、総務省消防庁では主に聴覚障がい者が利用する福祉施設や障がい者が利用する可能性の高い建物、大規模な空港や駅等には設置が望ましいとしており、平成28年には「光警報装置の設置に係るガイドライン」（平成28年9月6日付け消防予第264号） 等も策定されている。
警報装置
光警報装置
自動火災報知設備に連動して高輝度のフラッシュ光を点滅させる物。
文字表示装置
専用の電光掲示板。大きさは大型の物から小型の物まで様々。自動火災報知設備に連動してあらかじめ登録されている短文が点灯表示される。イメージとしてはトンネル出入り口付近に設置されている災害表示板や高速道路のインターチェンジに近い一般道路に設置されている交通情報表示板に近い。
懸垂幕
主に大型ショッピングセンターなどに設置されている自動巻き下げ式の懸垂幕。自動火災報知設備と連動し、「火事です　おちついて避難してください」などの文字が大きく書かれた垂れ幕が自動的に巻き下げられる。地区音響設備や非常用放送設備が聞こえない、耳の不自由な身障者の為の設備である。
シェーカー（振動装置）
枕やベッドに入れる有線端末。自動火災報知設備に連動して振動を発生させる。火災による死者のうち就寝中が6割以上を占めることに着目した製品で、高齢者や障がい者が日中はデイサービスや自立支援施設などを利用していて不在であることから考案されている。
臭気発生装置
自動火災報知設備に連動して刺激のある臭い成分を噴射する。睡眠中でも強制覚醒作用を持っていることからワサビ臭（アリルイソチオシアネート）が主流。
警報機器
携帯電話
自動火災報知設備に連動して専用端末が電波を発信する。登録されている携帯端末を振動させたり定型メール文を発信して火災を知らせる。高齢者や障がい者だけでなく、建物の関係者にも火災を周知できる利点がある。
また、近年では振動やメールだけではなく、電話通知も進んでおり、電話に出ると「こちら現場 病棟3 2階 火災 発生」のように自動音声が流れるシステムも存在する。
腕時計
携帯電話と同じく専用端末が電波を発信し、登録されている腕時計を振動させたり、定型メール文を発信する。携帯電話と違い、受信には専用の腕時計（いわゆるウェアラブル端末）が必要となる。
ページャ
上記２種と同様、専用端末が電波を発信し、登録されているページャを振動させたり、定型メール文を発信する。いわゆるポケットベルの一種だが、固定電話へ着信があったことを知らせたり、玄関のインターホンが押されたこと（来客があったこと）を知らせたりと、留守宅の見守り警報機能を兼ね備えている製品もある。
これらの装置については、住宅用火災警報器においても光警報装置や臭気発生装置など一部の補助装置が実用化されている。詳しくは「住宅用火災警報器」を参照。

## 検定
日本では総務省消防庁が省令で定める技術上の基準に適合している事を確認するため、第三者機関である日本消防検定協会が試験および検査を行う。検定は「型式承認」と「型式適合検定」から成る。
型式承認
消防用機械器具等の形状、材質、成分および性能が総務大臣が定める技術上の規格に適合していることの承認。
型式適合検定
個々の消防用機械器具等が承認された型式と形状、構造、材質、成分および性能が同一であるかどうかを製造者の工場で検査する。合格した製品には、合格表示が行われる。平成24年6月27日（施行は平成25年4月1日）に消防法が改正される前は、個別検定という名称であった。
検定合格品でないものは、販売し、販売目的で陳列し、又は工事に使用することを禁止されている。

## 設置・点検
- 設置工事には甲種第4類、点検整備には甲種または乙種第4類消防設備士という国家資格、もしくは、消防設備点検資格者という資格が必要である。
- 設置工事の細目は消防法施行規則に定められており、工事の際にはこの基準に従うことが必要である。
- 点検周期は消防法令で規定されている。（半年に一度が義務であり、消防署への書類提出は建物により1年に一度か3年に一度）

## 主な製造メーカー

### 現在の主な自動火災報知設備製造メーカー
- ホーチキ株式会社
- 日本ドライケミカル株式会社
- ニッタン株式会社
- 能美防災株式会社
- パナソニック株式会社
- ヤマトプロテック株式会社
- 中央報知器株式会社
- 日信防災株式会社
- 藤倉電気工業株式会社・・・現在は受信機や感知器の製造は行っていない

### 過去に存在した自動火災報知設備製造メーカー
- 松下電器産業株式会社（パナソニック株式会社へ社名変更）
- 沖電気防災株式会社（株式会社ヒューセックへ社名変更）
- 株式会社ヒューセック（日本ドライケミカル株式会社へ吸収合併）
- 芙蓉防災工業株式会社（日本ドライケミカル株式会社へ吸収合併）

### 非常用放送設備メーカー
- TOA株式会社
- 日本電音株式会社（ユニペックス）
- パナソニック株式会社
- 株式会社JVCケンウッド

### 過去に存在した非常用放送設備メーカー
- 松下電器産業株式会社（パナソニック株式会社へ社名変更）
- 日本ビクター株式会社（株式会社JVCケンウッドへ吸収合併）
- 東芝ライテック株式会社（生産終了）